# Parlementair Onderzoek Privatisering/Verzelfstandiging Overheidsdiensten
Het Parlementair onderzoek privatisering/verzelfstandiging overheidsdiensten was een door de Eerste Kamer ingesteld parlementair onderzoek naar privatisering en verzelfstandiging van overheidsdiensten in de periode 1990-2010. Het onderzoek en de kamerbehandeling vonden plaats in 2012. In 2014 volgde nog een debat over de Kabinetsreactie. Het was voor het eerst dat de Eerste Kamer een dergelijk onderzoek hield.

## Instelling onderzoekscommissie
Het initiatief voor dit onderzoek werd op 25 januari 2011 genomen door prof. Egbert Schuurman, op dat moment fractievoorzitter van de ChristenUnie in de Eerste Kamer. Op 15 maart 2011 werd dit voorstel plenair besproken, waarna een motie-Schuurman werd aangenomen. De 'Tijdelijke commissie voorbereiding parlementair onderzoek privatisering/verzelfstandiging overheidsdiensten' (kortweg commissie Leijnse), bracht vervolgens op 24 mei 2011 een rapport uit aan de Eerste Kamer. De commissie Leijnse adviseerde een onderzoek van beperkte opzet naar de besluitvorming over privatisering en verzelfstandiging in het recente verleden. Ook beschreef de commissie hoe de maatschappelijke gevolgen kunnen worden onderzocht.
Met uitzondering van CDA en PVV stemde de Kamer dinsdag 27 september 2011 voor het instellen van een parlementair onderzoek naar privatisering en verzelfstandiging van overheidsdiensten in de periode 1990-2010, dat moet worden uitgevoerd door een commissie van senatoren met ondersteuning van een externe instelling. De instemming in de senaat (met 54 stemmen voor en 21 tegen) kwam tot stand na een stemverklaring van de ChristenUnie, waarin de aanbeveling werd gedaan om het onderzoek te beperken tot reeds bestaande documenten. Het voorstel van de ChristenUnie werd gesteund door de fracties van PvdA, SP, D66, GroenLinks, SGP, 50PLUS, PvdD en OSF. Vervolgens verklaarde de fractie van de VVD zich niet te zullen verzetten tegen een parlementair onderzoek, mits de opzet hiervan vooraf duidelijk wordt begrensd. Het CDA stemde tegen het voorgestelde onderzoek, maar zal wel deelnemen aan het werk van de nog in te stellen onderzoekscommissie.
De Parlementaire Onderzoekscommissie Privatisering/Verzelfstandiging Overheidsdiensten is vervolgens op 4 oktober 2011 door de Eerste Kamer ingesteld als een bijzondere commissie op grond van artikel 34, lid 2, van het Reglement van Orde van de Eerste Kamer.

## Onderzoek
De commissie heeft het Nederlandse privatiserings- en verzelfstandigingsbeleid van de afgelopen twintig jaar onderzocht. Het onderzoek was gericht op de aan de privatiseringen en verzelfstandigingen voorafgegane parlementaire beraadslaging en op de effecten van de privatiseringen en verzelfstandigingen voor de relatie tussen burgers en de rijksoverheid. Doel van het onderzoek was de kwaliteit van toekomstige parlementaire besluitvorming te ondersteunen en zo mogelijk te verbeteren. Daarom had het onderzoek van de commissie het karakter van een wetgevingsonderzoek.
Deelvragen van het onderzoek waren:
- Wat heeft de regering met het besluit tot privatisering/verzelfstandiging beoogd?
- Welke afwegingen zijn in de Staten-Generaal ten aanzien van de beoogde doeleinden gemaakt?
- Welke verwachtingen zijn in de Staten-Generaal uitgesproken ten aanzien van de effecten van de privatisering/verzelfstandiging?
- Welke effecten op de relatie tussen burgers en de rijksoverheid hebben door de privatisering/verzelfstandiging daadwerkelijk plaatsgevonden?
- Hoe is de gedachtewisseling geweest tussen de regering en de Staten-Generaal over de resterende sturingsmogelijkheden van de rijksoverheid na voltooiing van de privatisering/verzelfstandiging?

In de periode januari tot en met april 2012 heeft de commissie onderzoek verricht naar de parlementaire beraadslagingen omtrent vier casus: 
- NS
- KPN
- de energiesector
- de privatisering van re-integratiediensten.

In juni 2012 heeft de commissie een aantal openbare plenaire gesprekken met diverse bij het privatiserings- en verzelfstandigingsbeleid betrokken personen gevoerd. De gesprekken waren kritisch-beschouwend van aard en hadden een casusoverstijgend abstractieniveau. De verslagen van de gesprekken zijn op woensdag 27 juni 2012 gepubliceerd.

## Onderzoek van de Algemene Rekenkamer naar privatisering en verzelfstandiging
Op 4 juni 2012 werd Saskia Stuiveling, voorzitter van de Algemene Rekenkamer, gehoord door de parlementaire onderzoekscommissie. De Algemene Rekenkamer heeft in een presentatie een beeld gegeven van de bevindingen van circa 25 jaar onderzoek naar privatisering en verzelfstandiging door het Rijk.

## Commissieleden
De commissie kende de volgende leden:
- Roel Kuiper (ChristenUnie), voorzitter
- Frank de Grave (VVD), ondervoorzitter
- Arjan Vliegenthart (SP), ondervoorzitter
- Guusje ter Horst (PvdA)
- Kees de Lange (OSF)
- Gerrit Terpstra (CDA)
- Marijke Vos (GroenLinks)

## Conclusies
Mede op basis van casusonderzoeken en gesprekken wilde de commissie zich een goed beeld te vormen van het Nederlandse privatiserings- en verzelfstandigingsbeleid in de afgelopen twintig jaar en de rol van de Eerste en Tweede Kamer daarbij. De commissie onderzocht de kwaliteit en zorgvuldigheid van de besluitvorming over en de effecten van de privatisering en verzelfstandiging van overheidsdiensten op overheid, burger en samenleving. Het betrof nationale privatiseringen en verzelfstandigingen in de periode 1990-2010. 
De voorzitter van de commissie heeft het rapport 'Verbinding verbroken?' op 30 oktober 2012 aan de Voorzitter van de Eerste Kamer aangeboden. In het eindrapport heeft de commissie aanbevelingen gedaan voor toekomstige wetgeving:
- Er moet een eenduidiger begrippenkader worden gebruikt door kabinet, ambtenaren en Kamerleden bij privatisering en verzelfstandiging. Dat bevordert een goede besluitvorming en schept meer duidelijkheid voor de burgers.
- Er moet een overzichtelijk besliskader komen voor toekomstige besluitvorming. De commissie heeft daarvoor een voorstel gedaan.
- Er moet duidelijk worden gemaakt waarom een publieke dienst wordt geprivatiseerd of verzelfstandigd. Daarvoor moeten ook regels komen.
- De minister van Binnenlandse Zaken en Koninkrijksrelaties moet de eerstverantwoordelijke worden voor het privatiserings- en verzelfstandigingsbeleid.
- Het parlement moet een periodiek debat voeren over 'de staat van het openbaar bestuur'.
- De sturing binnen ministeries moet worden verbeterd. De secretaris-generaal moet een centrale rol krijgen bij uitvoering van besluiten tot privatisering of verzelfstandiging.
- Er moeten betere sturingsinstrumenten komen, zoals een uitvoeringstoets, marktverkenning en evaluaties.
- De informatiepositie van het parlement bij medewetgeving moet worden versterkt, bijvoorbeeld door eigen onderzoek te verrichten.
- De uitvoering verdient meer aandacht van het parlement.
- De Eerste Kamer moet eerder worden betrokken bij besluitvorming over privatisering en verzelfstandiging.
- Tijdelijke commissies in de Eerste Kamer met een specifieke taak kunnen een nuttige rol vervullen.
- Er is meer duiding nodig van EU-effecten. Is er bijvoorbeeld voldoende beslisruimte bij de uitvoering van Europese richtlijnen?

Op 13 november 2012 heeft de Kamer met de commissie over het rapport gedebatteerd. Op 20 november 2012 is de tijdens het debat op 13 november 2012 ingediende Motie-Bröcker (VVD) c.s. over de bevindingen, analyse en aanbevelingen van de parlementaire onderzoekscommissie na stemming bij zitten en opstaan met algemene stemmen aangenomen. De commissie is op 20 november 2012 décharge verleend.

## Kabinetsreactie
Bij brief van 23 november 2012 heeft de Voorzitter van de Eerste Kamer het rapport 'Verbinding verbroken?' aangeboden aan de minister-president en hem verzocht om een reactie op het rapport. Het kabinet kwam op 26 maart 2013 met een reactie op het eindrapport. De Eerste Kamer debatteerde daar over op 21 januari 2014 met de ministers Blok, Kamp, Dijsselbloem en Plasterk.